# Улуг-заде Клавдія Олександрівна
Кла́вдія Олекса́ндрівна Улуг-заде́ (також Кла́вдія Улогзода́, тадж. Клавдия Улуғзода, рос. Клавдия Александровна Улуг-заде, до шлюбу Благовещенська / тадж. Блоговешенская, рос. Благовещенская; *17 листопада 1909, Ашгабат — 12 лютого 1965, Душанбе, Таджицька РСР, СРСР) — радянська таджицька фольклористка, перекладачка і письменниця.

## З життєпису
Походить з маленької родини. 
Закінчила факультет сходознавства Середньозійського університету (Ташкент, 1930). 
Під час навчання познайомилася з таджицьким письменником Сатимом Улуг-заде, з яким згодом побралась, мали в шлюбі 2-х синів.
Працювала редакторкою, зокрема в партійних ідеологічних часописах Таджицької РСР, на кшталт «Рохи Ленини» («Ленінський шлях»), також перекладачкою в Народному комісаріаті (уряді) Радянського Союзу.
Як фольклористка відома, перш за все, перекладами на російську таджицького народного гумору, а також таджицьких народних казок, причому цей переклад вважається класичним, витримав багато перевидань.
Є авторкою дитячих книг: 
- «Salom, boychechak»,
- «Muqim Kulol» (обидві — 1961),
- «Muqim va Savsan» (1965).

Від 1945 року К. О. Улугзода — членкиня Спілки письменників СРСР.

## Джерело-посилання
- Улуг-заде Клавдія Олександрівна на Електронна Таджицька енциклопедія (узб.)